# دی جی هوی گریندر
دی جی هوی گریندر (انگلیسی: DJ Heavygrinder؛ زادهٔ ۱۹۸۳ (۴۱–۴۲ سال)) موسیقی‌دان اهل ایالات متحده آمریکا است. وی از سال ۲۰۰۰ میلادی تاکنون مشغول فعالیت بوده‌است.